# Kaoru Ikeya
Kaoru Ikeya (japanisch 池谷薫; * 30. November 1943) ist ein japanischer Amateurastronom.
Er entdeckte zwischen 1963 und 1967 fünf Kometen, darunter 1965 den mit bloßem Auge sichtbaren Sungrazer C/1965 S1 (Ikeya-Seki). Im Jahr 2002 entdeckte Ikeya den periodischen Kometen 153P/Ikeya-Zhang und 2010 den Kometen C/2010 V1 (Ikeya-Murakami).
Zu seinen Ehren wurde der Asteroid (4037) Ikeya benannt.
| Personendaten    | Personendaten               |
| ---------------- | --------------------------- |
| NAME             | Ikeya, Kaoru                |
| KURZBESCHREIBUNG | japanischer Amateurastronom |
| GEBURTSDATUM     | 30. November 1943           |